# Cserey Erzsi
Cserey Erzsi (Elizabeth De Charay) (Budapest, 1932. február 15. – New York, New York, USA, 2008. január 10.) magyar-amerikai színésznő.

## Életpályája
Időnként Lakner Artúr gyermekszínésziskolájában járt Budapesten. Szavalóversenyen első helyezést ért el, maga Major Tamás biztatta a Színház- és Filmművészeti Főiskolára. Az 1956-os forradalomkor Amerikába távozott. 1975-ben egy New York-i színművészeti akadémián tanult; tanára Lee Strasberg volt. Tanulmányai után felváltva kapott angol és magyar szerepet filmekben és színházakban. 1989-ben kinevezték egy New York-i magyar nyelvű színház színházigazgatójává.

## Színházi szerepei
- Örkény István: Macskajáték – Paula
- Heltai Jenő: A néma levente – Zilia
- Kálmán Imre: A csárdáskirálynő – Hercegnő
- Varga László: Palimony –
- Molnár Ferenc: Marshall – Edit
- Varga László: Izgalmas randevú – Fáni
- Madách Imre: Az ember tragédiája – Éva
- Molnár Ferenc: Játék a kastélyban – Annie
- Katona József: Bánk bán – Melinda
- Eisemann Mihály: Egy csók és más semmi – Annie
- Varga László: Csak élők utazhatnak –
- Varga László: A méltóságos asszony –
- Molnár Ferenc: Az üvegcipő – Adél
- Cserey Erzsi: A végzet asszonyai – Fedák Sári

## Filmjei
- '68 (1988)
- Semmi pánik (1994)
- Ne idd a vizet!

## Díjai
- Pro Cultura Hungarica Emlékplakett (1999)[2]

## Emlékezete
- 2016-ban Kisvárdán emléktáblát avattak tiszteletére.[3]

## Fordítás
- Ez a szócikk részben vagy egészben  az   Elizabeth De Charay című eszperantó Wikipédia-szócikk ezen változatának fordításán alapul.  Az eredeti cikk szerkesztőit annak laptörténete sorolja fel. Ez a jelzés csupán a megfogalmazás eredetét és a szerzői jogokat jelzi, nem szolgál a cikkben szereplő információk forrásmegjelöléseként.